# Болт (балет)
«Болт» — соч. 27, балет в двух действиях Дмитрия Дмитриевича Шостаковича.
Премьера балета состоялась 8 апреля 1931 года в Ленинградском театре оперы и балета (либретто Виктора Смирнова, хореография Фёдора Лопухова). Премьера современной версии балета (либретто Виктора Смирнова в редакции Алексея Ратманского, хореография Алексея Ратманского, дирижер-постановщик Павел Сорокин состоялась 25 февраля 2005 года в Большом театре в Москве.

## История создания
Шостакович получил предложение написать балет по либретто (тогда его название было что-то вроде «Вокруг новой машины»), сочиненному директором Московского художественного театра — Виктором Смирновым, участником Гражданской войны, не имевшим опыта литературной работы. У композитора ни тема, ни текст не вызвали энтузиазма. В письме другу Шостакович писал, что тов. Смирнов прочел ему либретто, тема которого очень типична: есть машина, которая ломается (проблема усталости материала), затем её чинят (проблема обновления техники) и в то же время покупают другую, а затем все танцуют вокруг новой машины. Либретто много раз перерабатывалось, но сильнее от этого не стало, как каждый мог убедиться выше. Директор Мариинки Сергей Радлов заметил тогда, что по сравнению с «Болтом» либретто «Раймонды» или «Коппелии» выглядят пьесами Шекспира. Большая часть балета представляла собой сатирическое обозрение отрицательных персонажей тех лет, перемежающиеся массовыми танцами и пантомимными сценами.
Отклики прессы были немедленными и отрицательными, причём балет рассматривался исключительно с идеологической точки зрения. Г. Н. Добровольская пишет: «Можно предположить, что очень многие сатирические портреты Лопухову удались, ибо пресса единодушно обвиняла постановщика в смаковании пьяного и разнузданного разгула, хотя попутно и замечалось, что кое-что неплохо придумано, причём один рецензент называл в качестве примера танец бюрократа, другой — эпизод с соглашателем». Она же цитирует критические статьи тех лет: «Возмутительный пляс кузнеца с двумя молоточками похож на пародию… Танец красноармейцев (скачка на венских стульях) — издёвка над красной кавалерией, а все красноармейские танцы дискредитируют Красную Армию».
Премьера оказалась единственным представлением «Болта»: уже объявленные спектакли были заменены на «Дон Кихот». Через две недели, 21 апреля 1931 г., газеты сообщили, что «Болт» по решению руководства театра снят из репертуара, что композитор и хореограф готовятся радикально переработать балет. Но больше «Болт» на сцене не появился. Сюита из балета «Болт» была впервые исполнена в 1933.
Снова обратиться к партитуре «Болта» Алексей Ратманский в 2005 году. Постановка состоялась в Большом театре России, дирижер-постановщик Павел Сорокин. Сократив балет до двух актов, хореограф (он же и сценарист) подправил и сюжет. Исчезли поп, делопроизводитель Козелков и тому подобные персонажи. Главный герой не пьяница и прогульщик, а лишь простой рабочий, которого бросила любимая девушка, изменившая ему с комсомолом и планами индустриализации. Все действие уместилось в первом акте, а во втором — парад из «светлого будущего», который приснился беспризорнику. Среди несомненных находок нового «Болта» — сценография цеха, созданная художником Семеном Пастухом: машина, вокруг которой служат бесконечную литургию техники-наладчики, инженеры и работники с работницами. Здесь царствуют здоровенные (от четырех до восьми метров ростом) роботы-сварщики. Одни разъезжают по сцене, другие сидят как заснувшие мифические монстры. Люди на их фоне выглядят подчеркнуто хрупкими, а может быть, уже и не нужными. Яркая музыка во многом стала лишь фоном для новых ситуаций и номеров.

## Либретто
Балет — ироническая история о неряшливой работе на советском заводе. Ленивый Лёнька ненавидит работу и вместе с местным священником и антисоветчиком замышляет вывести из строя оборудование, закрутив в него болт. Их план срывает группа комсомольцев. В современной редакции балет несколько переиначен:
Балет в 2-х действиях с прологом

### Действие I

#### Картина I
Утро на заводе начинается с зарядовой гимнастики. Один из работников не попадает в такт — это Денис. Все его мысли заняты разрывом с Настей. Между ними происходит нелёгкий разговор.
Рабочие готовятся к пуску нового цеха. Правильность установки машин проверяют Чертежник, Техник-наладчик и Машинистки. За ними с последним формальным осмотром следуют Директор завода, Главный инженер и делопроизводитель Козельков, личность неоднозначная.
Пока идет торжественный митинг, уборщицы наводят в помещении чистоту. Ленточка разрезана — цех пущен.
Денис прекращает работу у своего станка, чтобы перекусить. Ударник Ян идет к телефону и сообщает об этом в дирекцию. Дениса выгоняют с работы. Освободившееся место у станка занимает Настя, которая возмущалась больше всех.

#### Картина II
Расстроенный Денис отправляется в пивную, где хозяйничает Опара. Среди посетителей неработающие на заводе Манька Фарт, Иван Штопор и Федор Пива, а также неразлучные Фикус и Пачули. Появление Козелькова с приятельницами вызывает у Дениса бурную реакцию, ведь тот участвовал в его увольнении. Вслед за ними в пивную заходит Настя. Она чувствует неловкость перед Денисом, но готова с ним поговорить, как комсорг. В ответ Денис только грубит. Вбегает Ян. Хочет поговорить «по-мужски», но оказывается на полу. Денис чувствует себя победителем.
Незаметно подошёл вечер. Денису приходит мысль подложить в станок болт, тогда работа ненавистного цеха остановится. Он попробует это осуществить при помощи беспризорника Ивашки. Завсегдатаи пивной радостно приветствуют эту идею.

### Действие II

#### Картина III
Работа в цехе закончена, рабочие расходятся по домам. Денис с Ивашкой крадутся к дверям завода. Их план нарушен появлением Яна, который замечает тень парнишки и кидается в цех. В этот момент происходит короткое замыкание. Денис вызывает охрану и сообщает, что это Ян заложил болт. Вбежавшая Настя видит, как арестовывают Яна. Она в растерянности.
Ивашка, чувствуя свою вину, не согласен с таким поворотом дела и рассказывает правду. Дениса забирает охрана. Настя просит Яна простить её за сомнение. Теперь Ивашка под руководством Насти и Яна может сделаться человеком. Для него начинается новая жизнь.

#### Картина IV
Все дальнейшее действие происходит во сне. Ивашка видит себя спасающим морской флот от диверсанта, среди бойцов Красной Армии…
Дальнейшая судьба героев балета неизвестна.

## Танцы и сцены балета

### Действие I

#### Картина I
1. Увертюра
2. Зарядка. Радио-ритмическая сцена
2. Установка машин
3. Танец Чертежника, Техника-наладчика и Машинисток
4. Митинг и танец уборщиц
5. Пуск нового цеха
6. Сцена Дениса
7. Возобновление работы цеха

#### Картина II
1. В пивной
2. Танцы-характеристики:
Манька Фарт
Иван Штопор и Федор Пива
Козельков («Бюрократ»)
3. Сцена Насти, Дениса и Яна
4. Танец Дениса («Ломовой»)
5. Появление Ивашки и Танго

### Действие II

#### Картина III
1. Интерлюдия
2. Уход с работы
3. Сцена с болтом
4. «Новая семья» — трио Насти, Яна и Ивашки

#### Картина IV
1. «Морская конференция»
2. Вариация Насти («Эстетка»)
3. Вариация Ивашки («Соглашатель»)
4. Вариация Яна («Кузнец»)
5. Танцы Красной Армии: Осоавиахимовцы, Самокатчики, Красноармейцы и Краснофлотцы, Авиаторы, Конница Буденного
6. Апофеоз